# مارکسن
مارکسن (به آلمانی: Marxen) یک شهر در آلمان است که در Hanstedt واقع شده‌است. مارکسن ۱٬۳۱۴ نفر جمعیت دارد.